# Aeroportul Thicket Portage
Aeroportul Thicket Portage (IATA: YTD, ICAO: CZLQ) este un aeroport din Manitoba, Canada.
Situat la o altitudine de 207 m, aeroportul dispune de o singură pistă.